# تبدیل آدامار

نتیجهٔ ضرب ماتریسی یک تابع بولی و ماتریس والش، طیف والش خواهد بود: (۱٬۰٬۱٬۰٬۰٬۱٬۱٬۰) * H(۸) = (۴٬۲٬۰,−۲٬۰٬۲٬۰٬۲)

تبدیل والش-آدامار سریع این روش برای محاسبه طیف والش (۱٬۰٬۱٬۰٬۰٬۱٬۱٬۰) سریع‌تر است.

تبدیل آدامار (به انگلیسی: Hadamard transform) که به تبدیل والش-آدامار (به انگلیسی: Walsh–Hadamard transform)، تبدیل والش (به انگلیسی: Walsh transform) و تبدیل والش-فوریه (به انگلیسی: Walsh–Fourier transform) نیز معروف است، یک نمونه کلی‌شده از تبدیل فوریه می‌باشد. این تبدیل یک عملیات متعامد متقارن، معکوس‌پذیر و نگاشت خطی را بر روی {\displaystyle 2^{m}} عدد حقیقی (یا اعداد مختلط، هرچند ماتریس‌های آدامار همگی از اعداد حقیقی تشکیل شده‌اند) انجام می‌دهد.
می‌توان به تبدیل آدامار به‌عنوان یک تبدیل فوریه گسسته (DFT) از اندازهٔ-۲ نگاه کرد. در واقع تبدیل آدامار معادل یک DFT چندبعدی از اندازهٔ {\displaystyle 2\times 2\times \cdots \times 2\times 2} است. این تبدیل هر بردار ورودی را به یک تابع والش سوپرپوزیشن تبدیل می‌کند.
این تبدیل به مناسبت نامِ ریاضی‌دان فرانسوی ژاک آدامار، ریاضی‌دان آلمانی-آمریکایی هانس رادماخر و ریاضی‌دان آمریکایی جوزف والش نام‌گذاری شده‌است.